# كتاب ذو غلاف ورقي

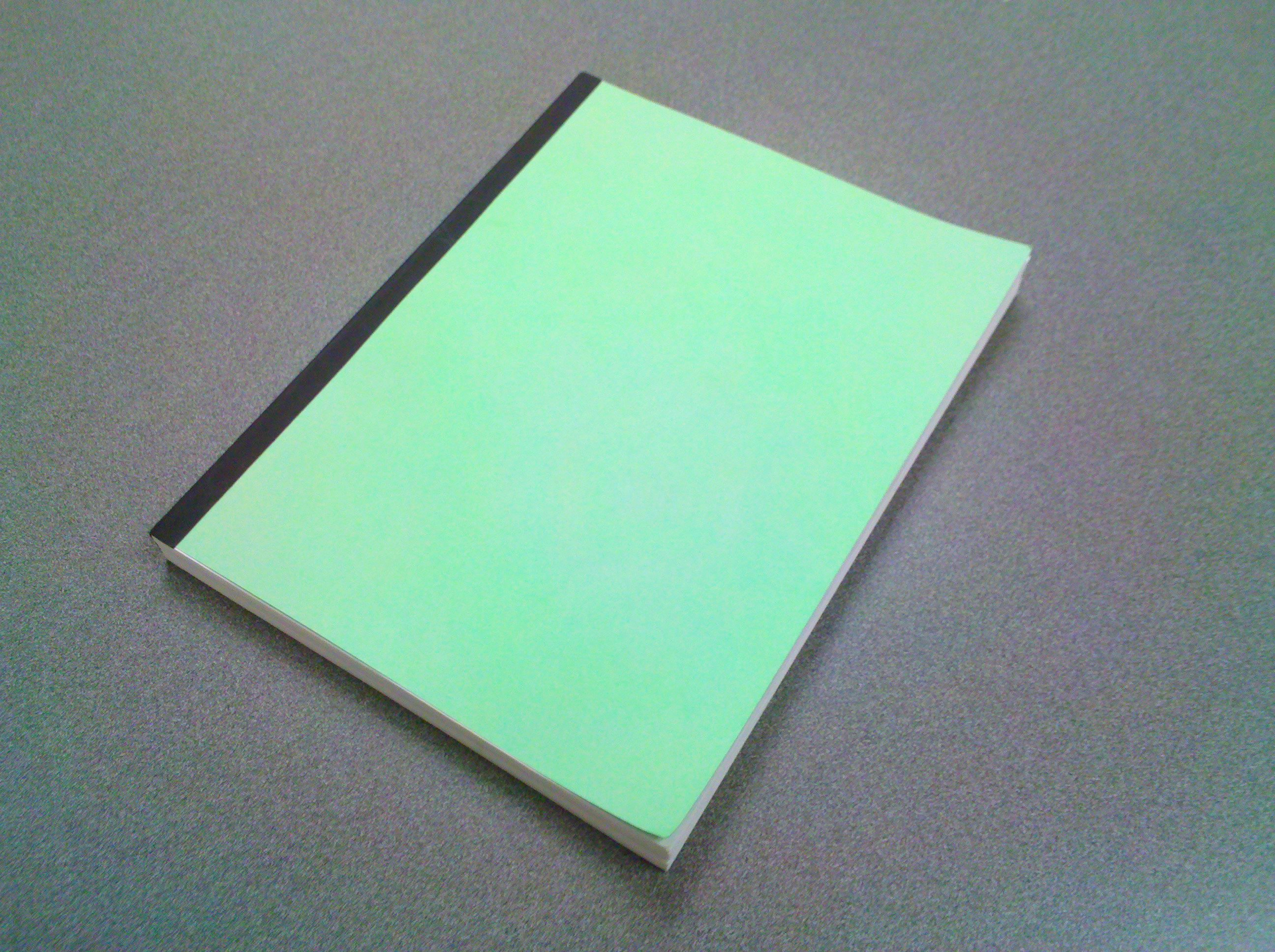
نموذج كتاب ورقي الغلاف.

الكتاب ورقيّ الغلاف أو كتاب ذو غلاف ورقي هو كتاب يُجمع بين دفتين ورقيتين. في الغالب تكون أسعار الكتب ورقية الغلاف أقل نسبيًا من تلك ذات الغلاف الكرتوني المُقوَّى.